# الديالبوزو
آلديلبوزو (بالأسبانية: Aldealpozo) هي بلدية تقع في مقاطعة سوريا في منطقة الحكم الذاتي كاستيا وليون في إسبانيا. وفقاً لتعداد 2004 (المعهد الوطني للإحصاء)، بلغ عدد سكان البلدية 28 نسمة.